# Apamea feisthamelii
Apamea feisthamelii là một loài bướm đêm trong họ Noctuidae.